# توران‌کلا
توران کلا (تیرنکلا)، روستایی است از توابع بخش امامزاده عبدالله(ع) در شهرستان آمل. نزدیکترین محل به این روستا ، روستای گزناسرا با دو کیلومتر فاصله میباشد. در واقع نام این روستای ییلاقی تیرنک کلا (تیرنک=پرنده قرقاول وحشی در زبان طبری) می باشد و اکثریت ساکنان آن از روستاهای دیورز و آغوزبن که از روستاهای آمل می باشند هستند.
در اطراف آن، روستاهای ییلاقی دیگر مانند گزناسرا، کنگلچال، خشواش و هلی‌چال قرار دارد و این محل به سه بخش: سبزه خومن، چالسره و تیرنکلا تقسیم شده است.
بعد از روستا، جنگل هایی وجود دارد که میوه های مختلف از جمله کنس(ازگیل جنگلی) و ولیک(نوعی میوه قرمز رنگ در مازندران) و زرشک جنگلی در آنجا روییده است.

## جمعیت
این روستا در بخش امامزاده عبدا... قرار دارد و براساس سرشماری مرکز آمار ایران در سال ۱۳۸۵، جمعیت آن ۴۰۳ نفر (۱۰۲خانوار) بوده‌است. مردم توران کلا از قومیت طبری هستند که ریشه آن به قوم آمارد و قوم تپوری می‌رسد. مردم توران کلا به زبان طبری (مازندرانی) و گویش کجوری سخن میگویند.